# Scott Adams

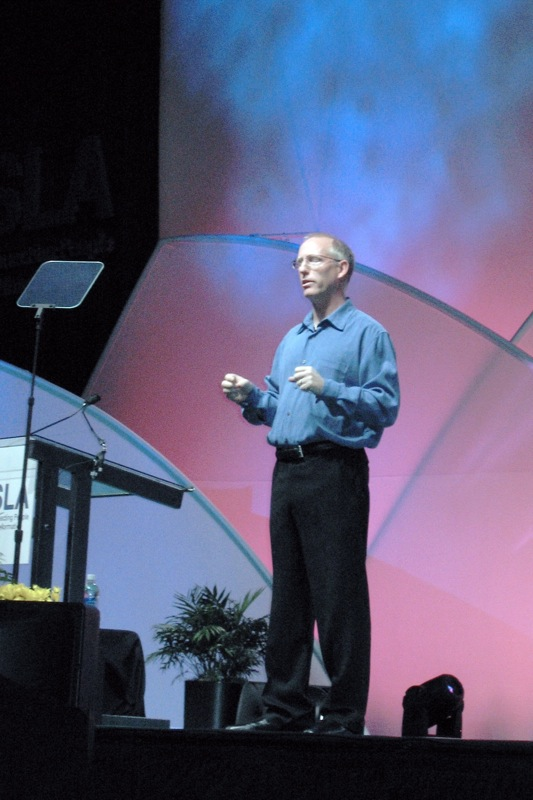
Scott Adams

Scott Adams (Windham (New York), 8 juni 1957) is de maker van het stripverhaal Dilbert.
Daarnaast heeft hij ook een aantal sociale satires en experimentele filosofieboeken geschreven.
Adams behaalde zijn graad in Economie aan het Hartwick College in 1979. Daarna studeerde hij economie en management in Californië.
Hij werkte daarna in een bank en bij Pacific Bell.
Zijn collega's bij deze bedrijven gaven hem inspiratie voor de personages in Dilbert.
Hij is ook mede-eigenaar van Stacey's Café, en directeur van Scott Adams Foods, Inc., fabrikant van Dilberitos. Dit was een burrito die zo gemaakt is dat ze voor 23 vitaminen/mineralen in 100% van de dagelijks aangeraden hoeveelheid voorziet. Hij was in de VS in verschillende smaken te koop in gezondheidswinkels. Vanaf 1995 werkt Adams fulltime als Dilbert-auteur. Tevens is hij voormalig lid van Mensa. 

## In opspraak
In 2022 stopten 77 kranten met het publiceren van Scotts strip Dilbert. In 2023 stopte de krant The Plain Dealer met het publiceren van de strip, verwijzend naar racistische uitspraken van Scott.Naar aanleiding van de racistische uitspraken heeft de distributeur van Dilbert de samenwerking met Adams beëindigd. Ook willen meerdere Amerikaanse kranten (USA Today, The New York Times en The Washington Post) de strip niet langer afdrukken.

## Publicaties
- The Dilbert Principle (1996)
- Dogbert's Top Secret Management Handbook (1996)
- The Dilbert Future (1997)
- The Joy of Work (1998)
- God's Debris (2001)
- Dilbert and the Way of the Weasel (2002)
- The Religion War (2004)